# Dumb Blonde
"Dumb Blonde" é uma single da cantora canadense Avril Lavigne, contida em seu sexto álbum de estúdio, Head Above Water (2019). A canção foi lançada como uma colaboração com a rapper trinidiana-americana Nicki Minaj, apesar de não conter os vocais de Nicki na edição física do álbum. A canção foi escrita pelas interpretes, em conjunto com Bonnie McKee e Mitch Allan, sendo produzida por Allan, McKee, Chris Baseford e Scott Robinson. Foi lançado em 12 de fevereiro de 2019 como terceiro single do disco através da BMG.

## Antecedentes e lançamento
Em 7 de dezembro de 2018, Avril revelou o tracklist de seu sexto álbum de estúdio, onde "Dumb Blonde" é a quinta faixa do disco. Em 7 de fevereiro de 2019, a Amazon deu a notícia que a faixa seria lançada como terceiro single e contendo a participação de Nicki Minaj. A capa foi liberada por Avril em seu Instagram com sua data de lançamento para o dia seguinte, 12 de fevereiro.

## Faixas e formatos
| Download digital e streaming |                                                   |         |  |
| N.º                          | Título                                            | Duração |  |
| 1.                           | "Dumb Blonde" (com a participação de Nicki Minaj) | 3:34    |  |

## Créditos
Lista-se abaixo os profissionais envolvidos na elaboração de "Dumb Blonde", de acordo com o serviço Tidal:
- Avril Lavigne: composição, vocalista principal
- Nicki Minaj: vocalista participante
- Mitch Allan: composição, produção, produção vocal
- Bonnie McKee: composição, produção, produção vocal
- Chris Baseford: produção vocal
- Scott Robinson: produção vocal
- Chantry Johnson: engenharia vocal
- Caleb Hulin: engenharia vocal
- Tony Maserati: engenharia de mixagem
- Chris Gehringer: engenharia de masterização
- Will Quinnell: assistência de masterização

## Histórico de lançamento
| Região | Data                    | Formato(s)                  | Gravadora |
| ------ | ----------------------- | --------------------------- | --------- |
| Mundo  | 12 de fevereiro de 2019 | Download digital, streaming | BMG       |